# Victor Spahn
Pour les articles homonymes, voir Spahn.
Victor Spahn est un artiste-peintre français d'origine russe, né le 20 mars 1949 à Paris. Il est surnommé le « peintre du mouvement ».
Sa technique crée un mouvement pour des peintures sportives (golfeurs, Formule 1, joueurs de polo, bateaux, etc.).
Connu entre autres pour ses peintures de golfeurs, ou encore pour la création de l'affiche du 1er Open de Paris-Bercy en 1986 (tennis) et pour l'affiche du Grand Prix de France de Formule 1 de 1992.

## Galerie

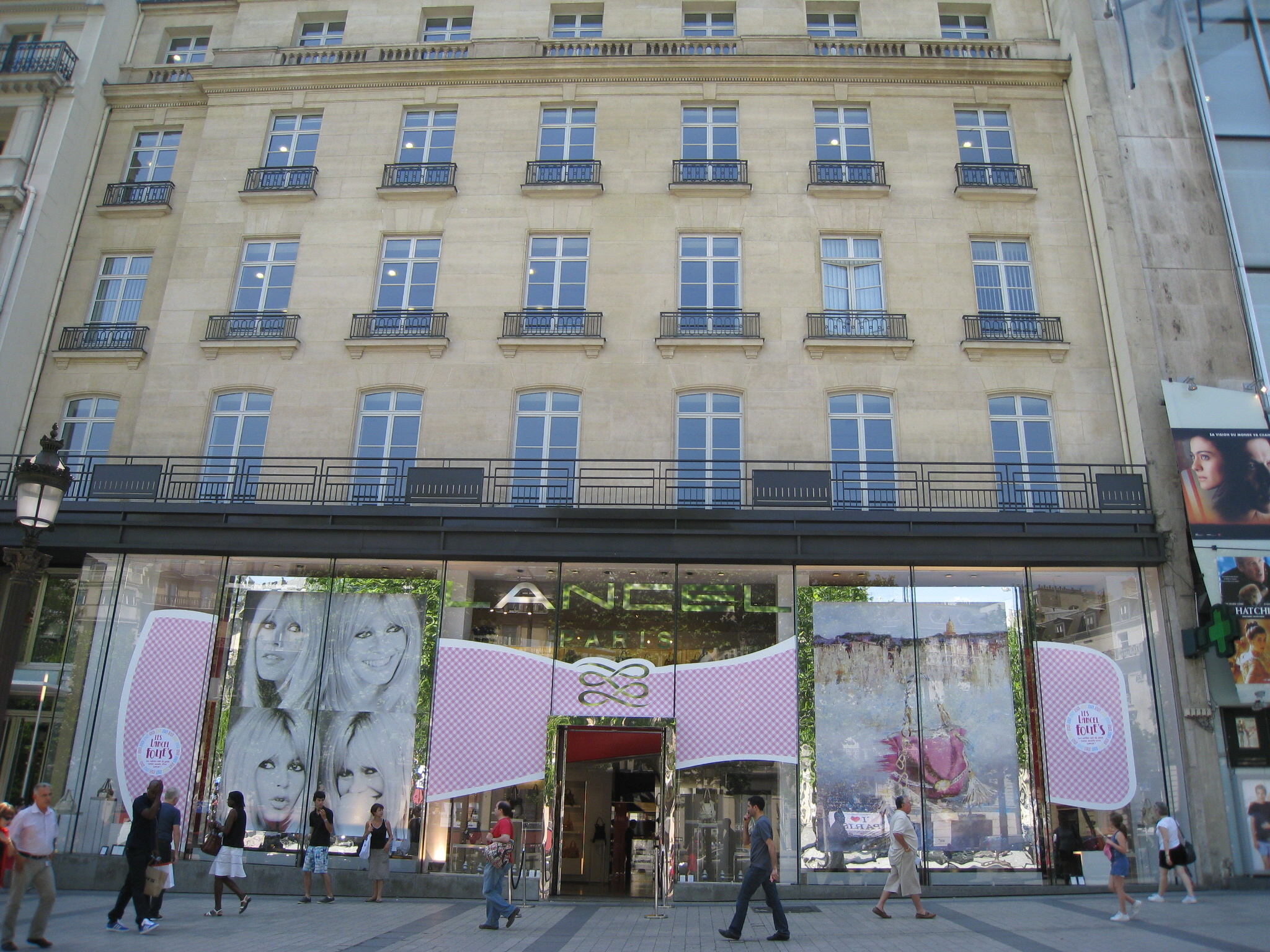
Vitrine Lancel Champs Élysée, Paris - Sac BB peint par Victor Spahn
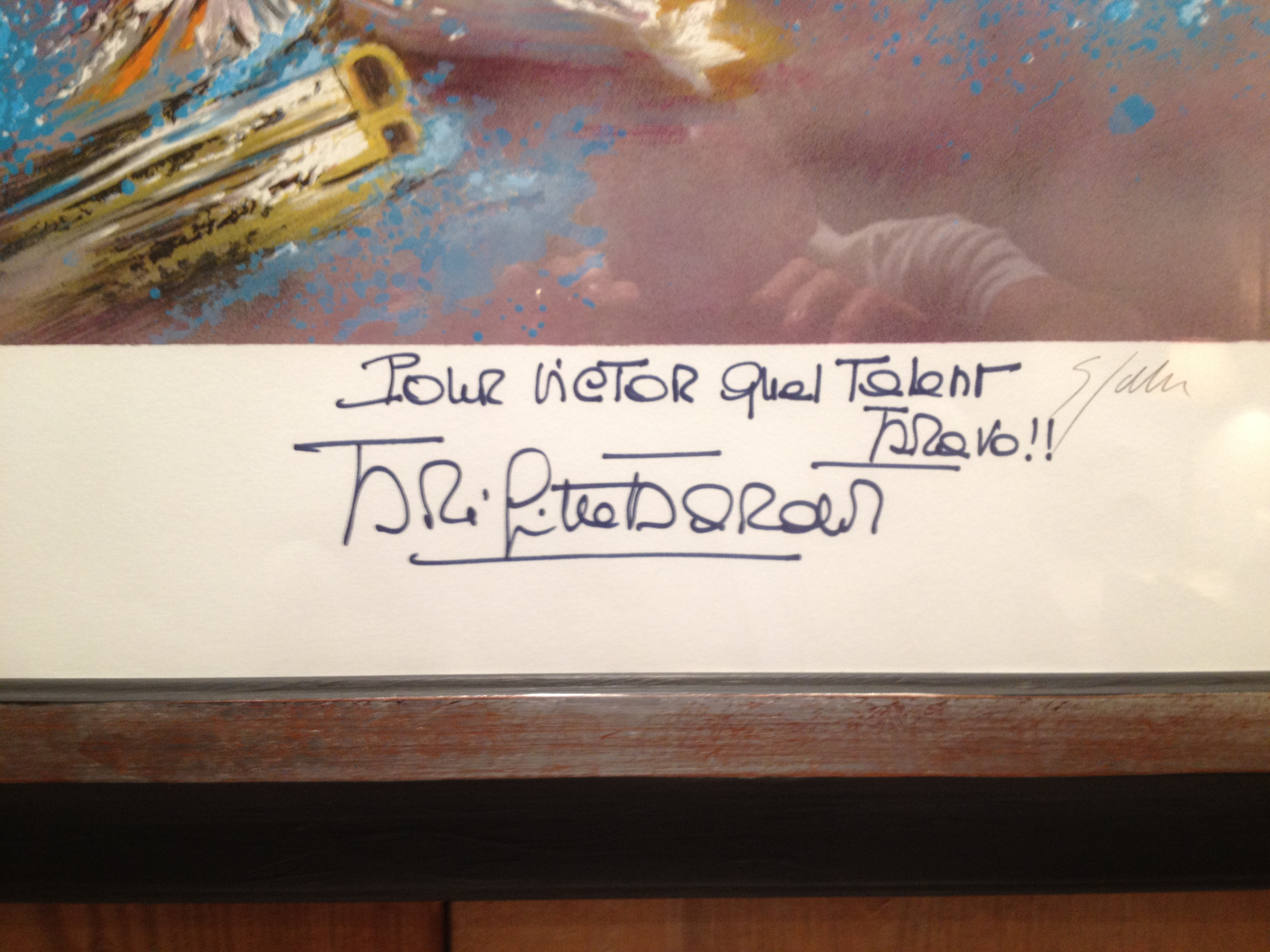
Dedicace Brigitte Bardot
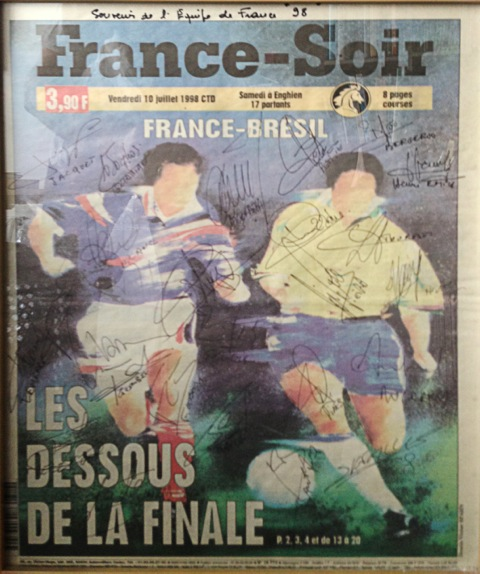
France Soir 1998 - dédicacé par tous les joueurs de l'Équipe de France
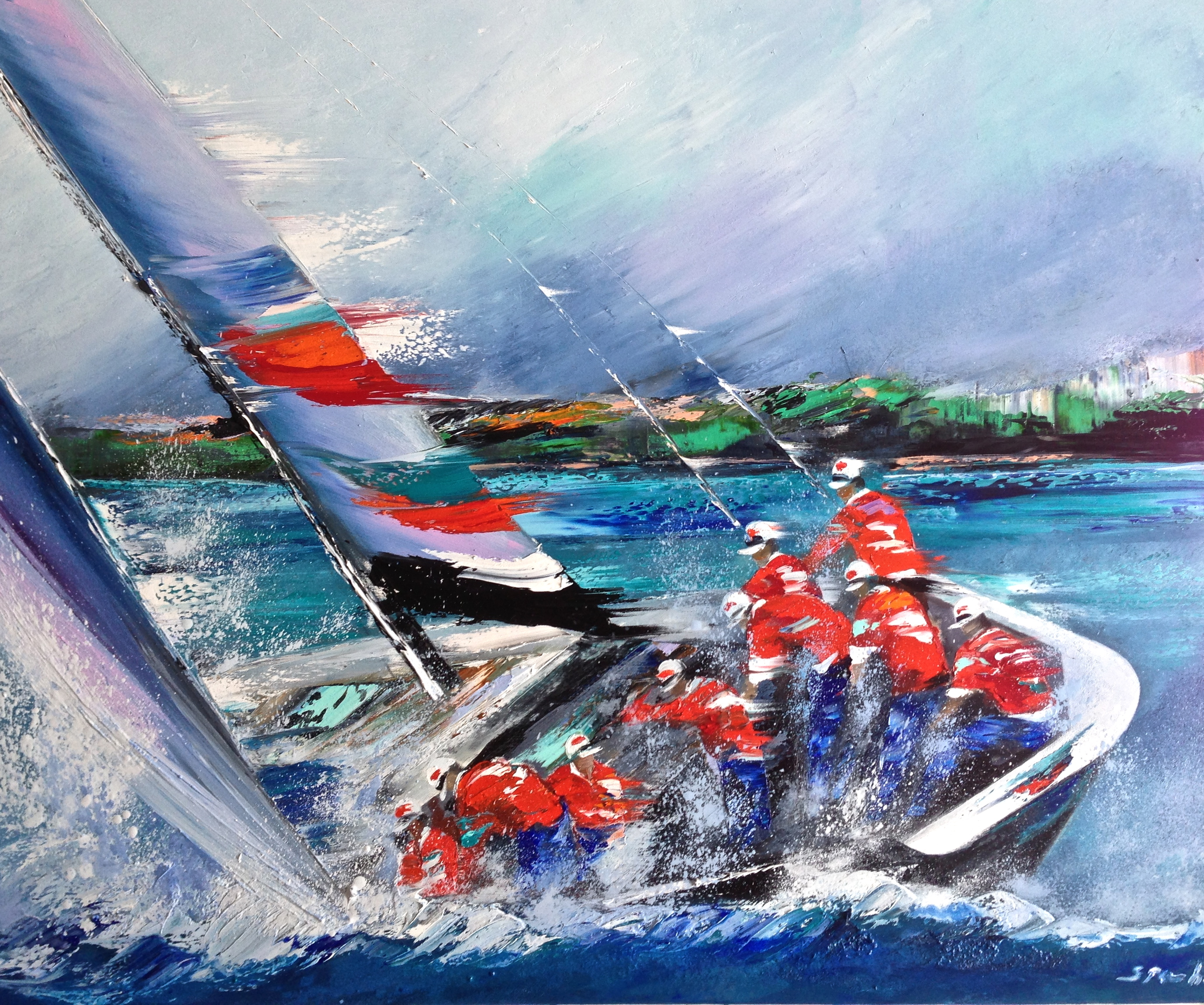
Regate à New York
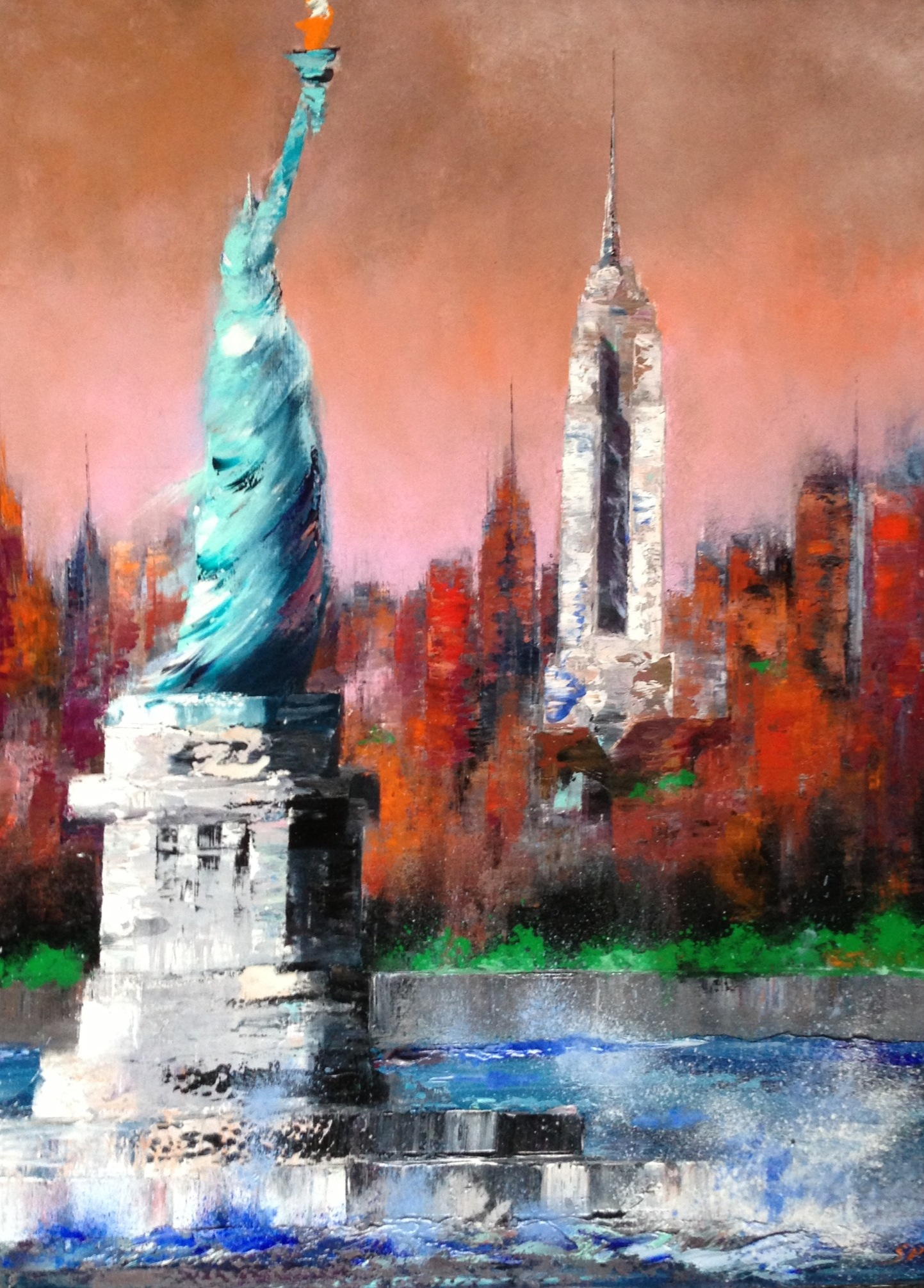
New York
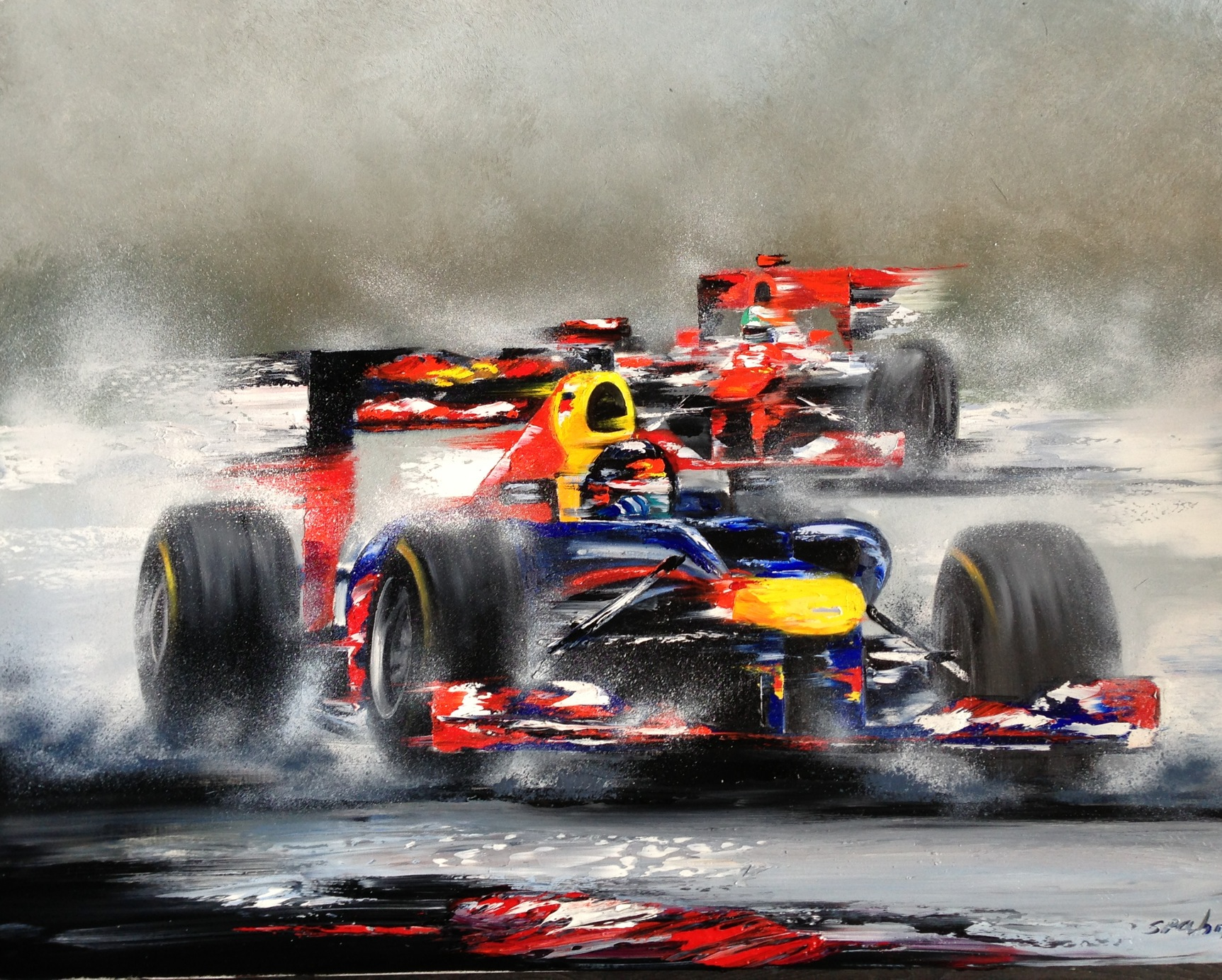
F1 2013
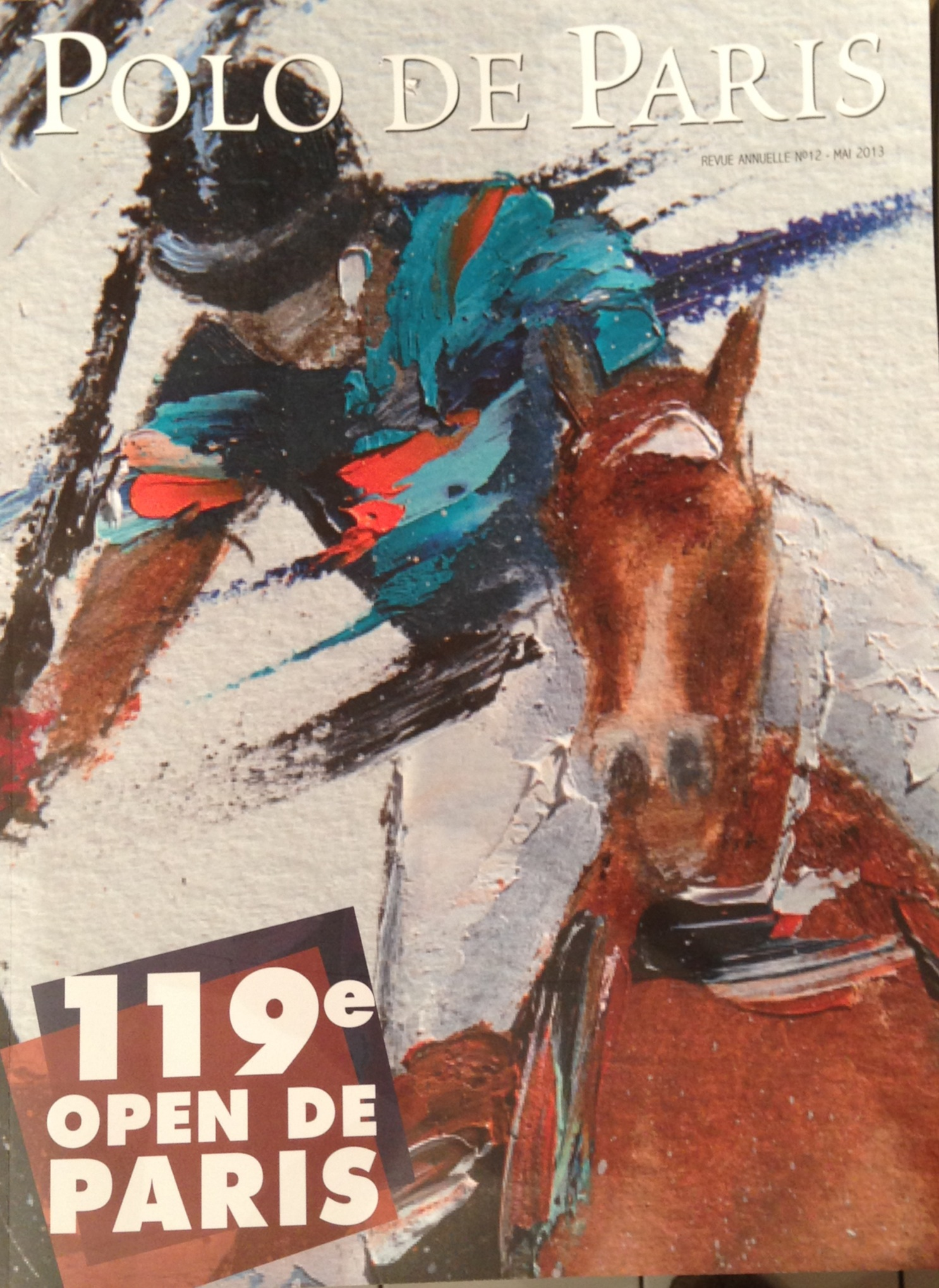
Exposition Polo de Paris
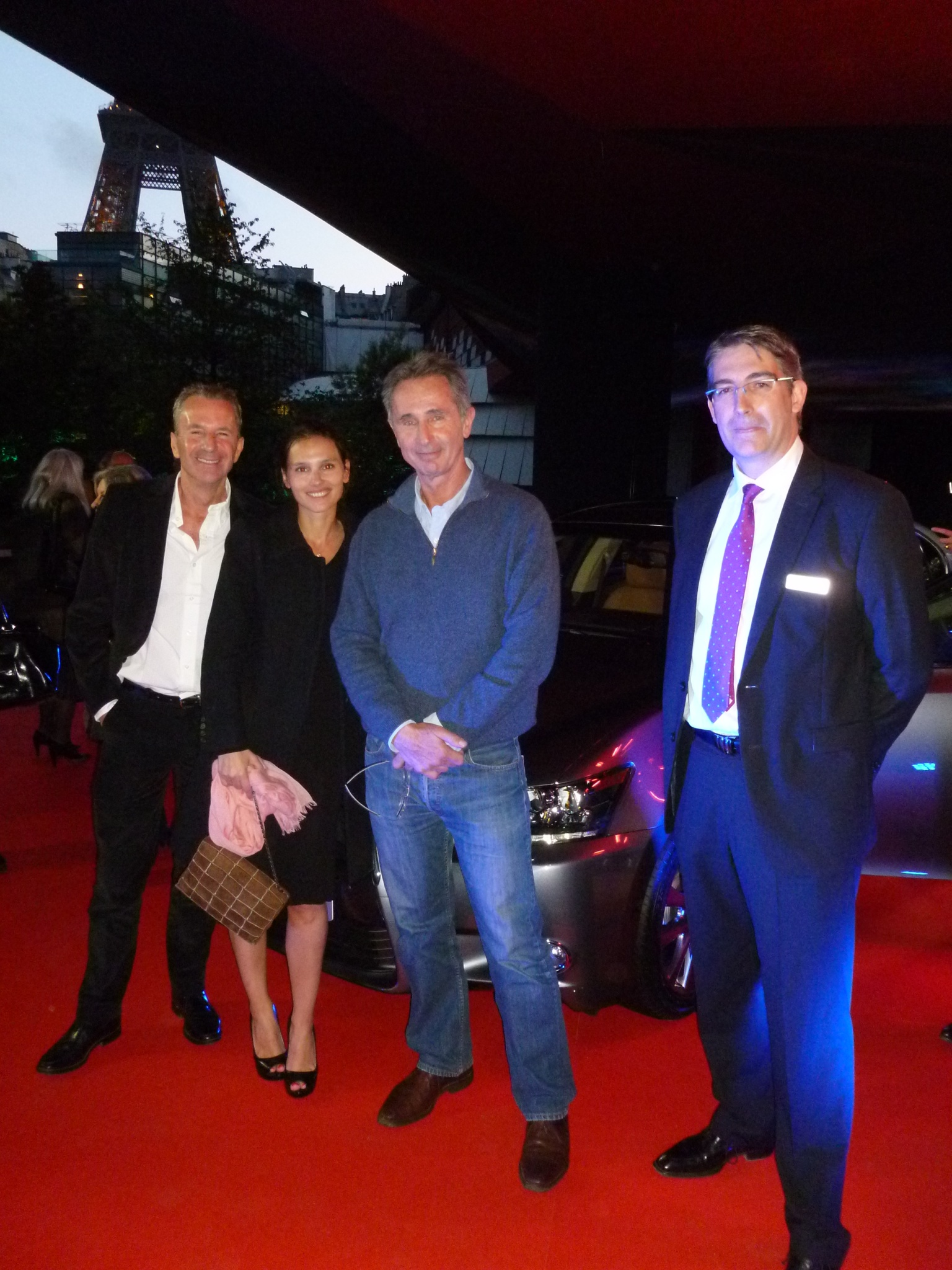
Ambassadeur Lexus avec Thierry Lhermite et Virginie Ledoyen
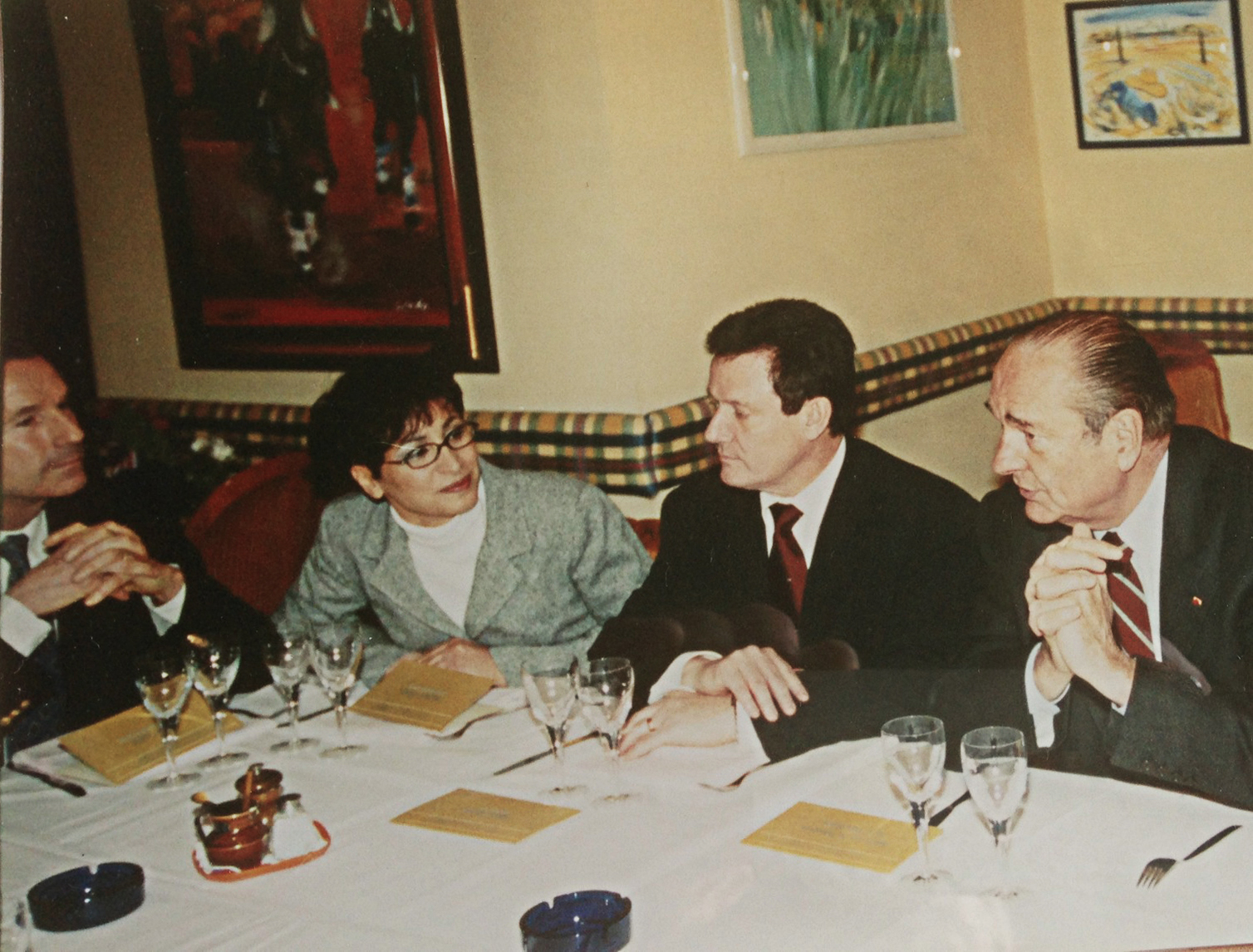
Déjeuner privé avec le Président de la République à Dreux